# Macroderes amplior
Macroderes amplior är en skalbaggsart som beskrevs av Frolov och Clarke H. Scholtz 2004. Macroderes amplior ingår i släktet Macroderes och familjen bladhorningar. Inga underarter finns listade i Catalogue of Life.